# Clethra guyanensis
Clethra guyanensis là một loài thực vật có hoa trong họ Clethraceae. Loài này được Klotzsch ex Meisn. mô tả khoa học đầu tiên năm 1863.